# 網狀紅血球
網狀紅血球是未成熟的红细胞，通常佔人體總紅血球數約1％。红细胞生成的過程中，網狀紅血球會在骨髓內發育成熟，並在完全轉變成紅血球之前，在血流中循環大约一天的時間。哺乳動物的網狀紅血球跟成熟的血红细胞一樣沒有细胞核。之所以被稱為網狀紅血球，是因為經過某些染劑（如New methylene blue）或染色方法（如瑞氏染色法）染色後，可在顯微鏡觀察到網狀的rRNA。

## 臨床意義
為了精準地記數，自動化計數器结合使用雷射激發，探測器和標記RNA與DNA的螢光染劑（例如Titan yellow 或聚次甲基染料）。 網狀紅血球可以從其他血球細胞中辨識出來，因為他們發射出的訊號既不如淋巴细胞的强，也不如紅血球的弱。
當使用一般的瑞氏染色法觀察時，網狀紅血球比其他紅血球略呈藍色。根據平均紅血球體積的描述，網狀紅血球也相對比紅血球大。

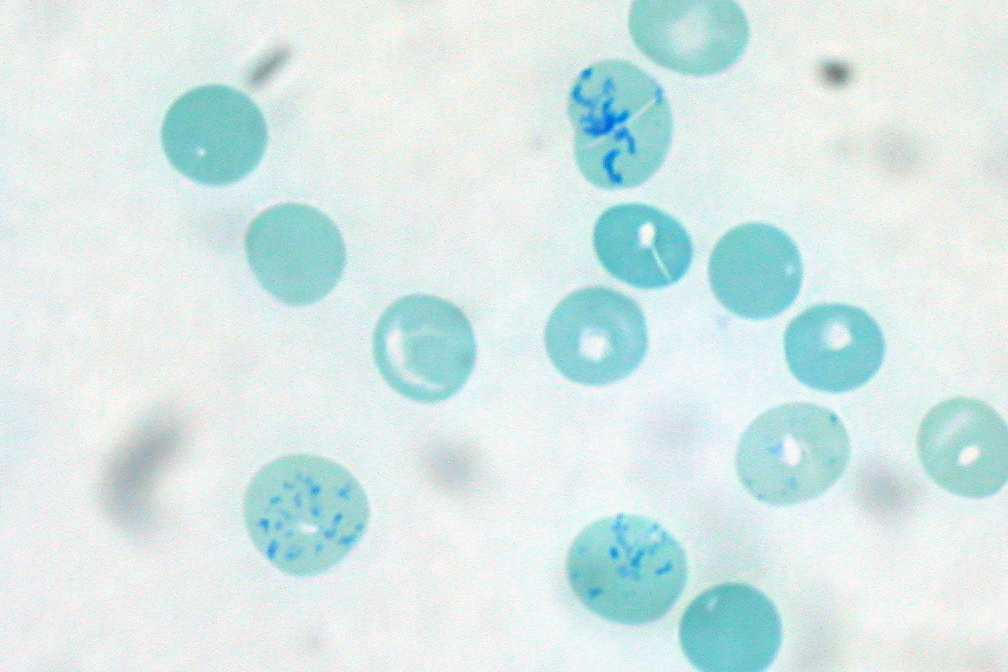
經體外活體染色法染色的血液抹片，來自一位溶血性貧血的患者。網狀紅血球在細胞質中帶有深藍色的點狀或線狀結構（即網狀組織）。

網狀紅血球在血液中的正常比例取決於其臨床狀態，但成人通常介於0.5%到2.5%；而嬰幼兒約介於2％到6％。當網狀紅血球的比例大於上述數值，則可視為患有貧血症的跡象，但仍需考量骨髓的健康狀況。網狀紅血球生成指數（RPI）是一個指標，能夠反應出貧血患者骨隨內的紅血球生成反應是否適切。 RPI往往比網狀紅血球的百分比是否在正常範圍來得更加重要。舉例來說，如果某人患有貧血，而他的網狀紅血球百分比僅有1%，儘管在正常範圍內，但這也代表目前骨髓的紅血球生成速率，很可能無法產生足夠的新紅血球來緩解現有的貧血狀況。
網狀紅血球的數量是一個用於衡量骨髓活性很好的指标，因為這代表骨髓最近的產出，並且可用於測定網狀紅血球的記數以及生成指數（RPI）。這些數值可用於了解是否生成問題為造成貧血的主因，也可用於監測貧血治療的進程。
當紅血球的生成產量增加以克服慢性或急性的血球細胞損失─如溶血性貧血─時，網狀紅血球往往會有顯著地高數量和高百分比。若網狀紅血球的數量非常高，此病症稱為＂網狀紅血球增多症＂。
若網狀紅血球的數量異常低，可歸因於癌症化療、再生不良性貧血、惡性貧血、骨髓惡性腫瘤、紅血球生成素分泌異常、维生素和礦物質缺乏（鐵、維生素B12、葉酸）、疾病狀態（慢性病貧血）和其他紅血球生成低落所引起的貧血。

## 發育
網狀紅血球的發育始於紅血球母細胞將細胞核排出細胞外時，並於網狀紅血球喪失胞器時結束。

## 研究價值
對於研究蛋白質轉譯的生物學家來說，網狀紅血球是非常具有價值的工具。網狀紅血球較其他細胞特別的地方，在於它擁有轉譯蛋白質所需的一切原料，但卻沒有細胞核。由於细胞核中許多成分都會干擾轉譯的研究，這些無核的細胞在這裡顯得相當有用。 科學家可以從兔子等動物蒐集這些細胞，並提取出mRNA和轉譯酶，並用於在無細胞、體外環境下研究蛋白質轉譯，以獲得研究環境最佳的控制與調節。